# 帕蘭泰爾
帕兰泰尔技术公司（英语：Palantir Technologies Inc.，中国大陆常称为“帕兰提尔”）是一家美国软件与服务公司，总部位于科罗拉多州丹佛市，以其在大数据分析领域的技术闻名。该公司主要为政府机构和金融机构提供解决方案与服务。
公司名来自英国作家托尔金奇幻小说《魔戒》（The Lord of the Rings）里的魔法制品真知晶球（Palantír），一颗被形容为坚不可摧的水晶球，用于观察和了解世界其他地方的事件。
该公司拥有四大核心产品：Palantir Gotham、Palantir Foundry、Palantir Apollo和Palantir AIP。Palantir Gotham是一款情报与防御工具，专为军队和反恐分析师设计，主要客户包括美国情报界 (USIC) 和美国国防部。其软件即服务 (SaaS) 系统是美国国防部少数获得授权用于关键国家安全系统 (IL5) 的产品之一。此外，Palantir Foundry被广泛应用于数据整合和分析，企业客户涵盖摩根士丹利、默克、空中客车、Wejo、Lilium、PG&E和菲亚特克莱斯勒等。Palantir Apollo则是一个促进持续集成(CI/CD)的平台，用于简化和加速软件的更新与维护。Palantir AIP是利用大型语言模型（LLM）的人工智能平台。
Palantir的早期客户主要集中在美国情报界的联邦机构，但随着业务的拓展，该公司的客户群体不断扩大。如今，它不仅为国际和国内的政府机构（包括州和地方政府）提供服务，还为众多私营企业提供支持，满足不同领域的复杂数据分析和决策需求。
该公司將混乱无序的大量訊息变成直观的可视化地理分布图、柱状图和关联图，分析、标记和整合所有零碎的客户数据，包含恐怖主义、灾难响应和人口贩卖等。
最出名的案例是以大数据技术帮助美国军方成功定位和击毙基地组织首脑本·拉登。 在俄乌战场上Palantir的大数据技术也显露身手，帮助乌军炮兵更准确地打击俄军阵地和后勤补给线。Palantir还在其宣传影片中展示了如何利用大数据监控中国在南海的军事活动，强调其技术在维护台湾和南海地区和平中的潜在作用。

## 历史
尽管Palantir通常被认为成立于2004年，但美国证券交易委员会 (SEC) 文件显示其正式成立时间为2003年5月。公司由PayPal联合创始人彼得·蒂尔创建，并以托尔金作品中的“真知晶球”命名。蒂尔设想Palantir成为一家“使命导向”公司，借鉴PayPal的欺诈检测系统来“打击恐怖主义，同时保护公民自由”。
2004年，蒂尔资助了PayPal工程师 Nathan Gettings、斯坦福学生Joe Lonsdale和Stephen Cohen开发原型，并聘请了前斯坦福法学院同事亚力克斯·卡普担任首席执行官。
公司总部位于加州帕洛阿尔托，但在早期难以获得投资。公司的早期投资主要来自两方面：来自美国中央情报局风投部门“IQT電信”的200万美元，以及彼得·蒂尔本人及其风投公司Founders Fund投入的3000万美元。
Palantir的技术由情报机构的计算机科学家和分析师在“IQT電信”的支持下历经三年开发并完成试点。该公司认为，单靠人工智能无法战胜具备适应性的对手，而主张将人类分析师与多个来源的数据相结合，形成一种被称为“增强情报”（ Intelligence Augmentation）的方法。
2018年10月18日，《华尔街日报》报道称，Palantir正在考虑于2019年上半年进行首次公开募股（IPO），预期估值达到410亿美元。
2020年8月，将总部迁至科罗拉多州丹佛市。据称是首席执行官亚力克斯·卡普厌倦了硅谷“日益增长的不宽容和单一文化”。
2020年9月30日，Palantir在纽约证券交易所通过直接上市公开发行，股票代码为“PLTR”。
2024年9月23日，Palantir纳入标普500指数。
2024年10月，Palantir市值突破了千亿美元大关，成为美国顶尖的AI政企服务巨头。
2024年11月15日，Palantir宣布将其股票从纽约证券交易所 (NYSE) 转至科技股集中的纳斯达克 (NDAQ)，保留同样的股票代码。消息公布后，该公司股价上涨了 8%。
2025年5月，Palantir市值逼近三千亿美元，跻身美国十大科技公司，超过Salesforce。

## 产品

### Palantir Gotham
Palantir Gotham于2008年推出，是Palantir的一款专注于国防和情报的产品，广泛应用于美国情报系统和国防机构。该软件具有警报管理、地理空间分析和预测功能，支持用户分析多种情报数据类型。Palantir的在线演示展示了如何使用Gotham追踪对手部队的动态。除美国外，乌克兰军队等外国用户也在使用该软件。此外，Gotham作为预测性警务系统在其人工智能分析应用中引发了关于潜在种族偏见的争议。

### Palantir Foundry
Palantir Foundry是一款面向商业和政府部门的软件平台，因其在国家新冠协作组织 （页面存档备份，存于）（National Covid Cohort Collaborative，N3C）中的应用而广为人知。N3C作为一个安全的电子健康记录中心，汇集了来自全美的科学数据，产生了数百篇论文手稿，并获得了美国国家卫生科学院的 NIH/FASEB Dataworks! （页面存档备份，存于） 大奖。

### Palantir Apollo
Palantir Apollo是一个用于持续交付和部署管理的系统，专门支持Palantir的Gotham和Foundry平台。Apollo通过微服务架构实现了对配置和软件更新的自动化协调，能够在多种公共和私有云端运算环境中部署，满足了客户多云基础设施管理的需求。Apollo还帮助Palantir从以往的定制化解决方案开发模式转型为软件即服务（SaaS）模式，从而提高了系统可扩展性和维护效率，缩短了交付周期。

### 人工智能平台（AIP）
2023年4月，帕蘭泰爾推出人工智能平台（AIP），将大型语言模型集成到私有网络中。该平台支持军事和商业应用。在军事领域，AIP允许操作员通过人工智能聊天机器人执行任务并获取实时响应，例如战场决策支持。首席执行官亚历克斯·卡普强调，因生成式人工智能的潜在风险，AIP禁止人工智能自主执行目标锁定，需人工监督。在商业领域，AIP被广泛用于基础设施规划、网络分析和资源优化等场景。

## 争议
2018年，在员工抗议之后，谷歌决定不再与五角大楼续签合約，停止参与无人驾驶飞行器的秘密人工智能Maven项目。随后，该项目由Palantir接手。批评者警告，这项技术可能会促成自主武器的出现，使武器在无须人类干预的情况下自行决定攻击目标。2022年4月25日，美国国家地理空间情报局局长宣布，该局将接管Maven项目的运营控制权。